# 西周赤瓟
西周赤瓟为葫芦科赤瓟属下的一个变种。

## 扩展阅读
- 維基物種上的相關：西周赤瓟